# Whitmill-Nunatak
Der Whitmill-Nunatak ist ein 1300 m hoher Nunatak im westantarktischen Ellsworthland. Er ragt 8 km südsüdwestlich der Smith-Nunatakker im westlichen Teil der Grossman-Nunatakker auf.
Der United States Geological Survey (USGS) kartierte ihn anhand eigener Vermessungen und mithilfe von Luftaufnahmen der United States Navy zwischen 1961 und 1968. Das Advisory Committee on Antarctic Names benannte ihn 1987 nach Leland D. Whitmill, Kartograf des USGS und Mitglied der Erkundungsmannschaften des Survey zur Vermessung des Byrd- und des Darwin-Gletschers im ostantarktischen Viktorialand (1978–1979).